# Vincenzo Scamozzi
Vincenzo Scamozzi (2. září 1548 Vicenza – 7. srpna 1616 Benátky) byl italský architekt, urbanista a scénograf pozdní renesance, aktivní v 16. století zejména v rodné Vicenze, v Padově a v Benátské republice.

## Život

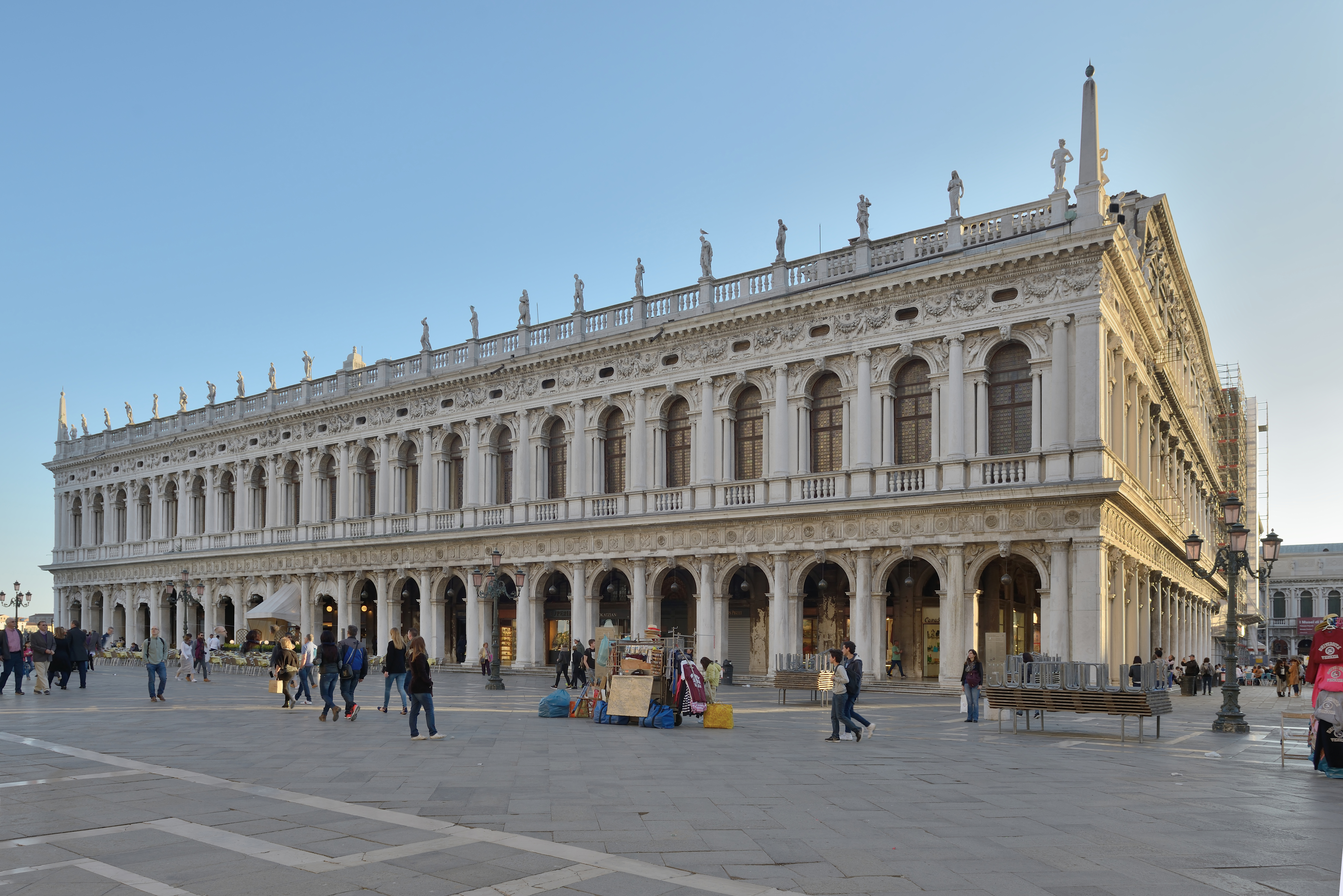
Knihovna Marciana, Benátky

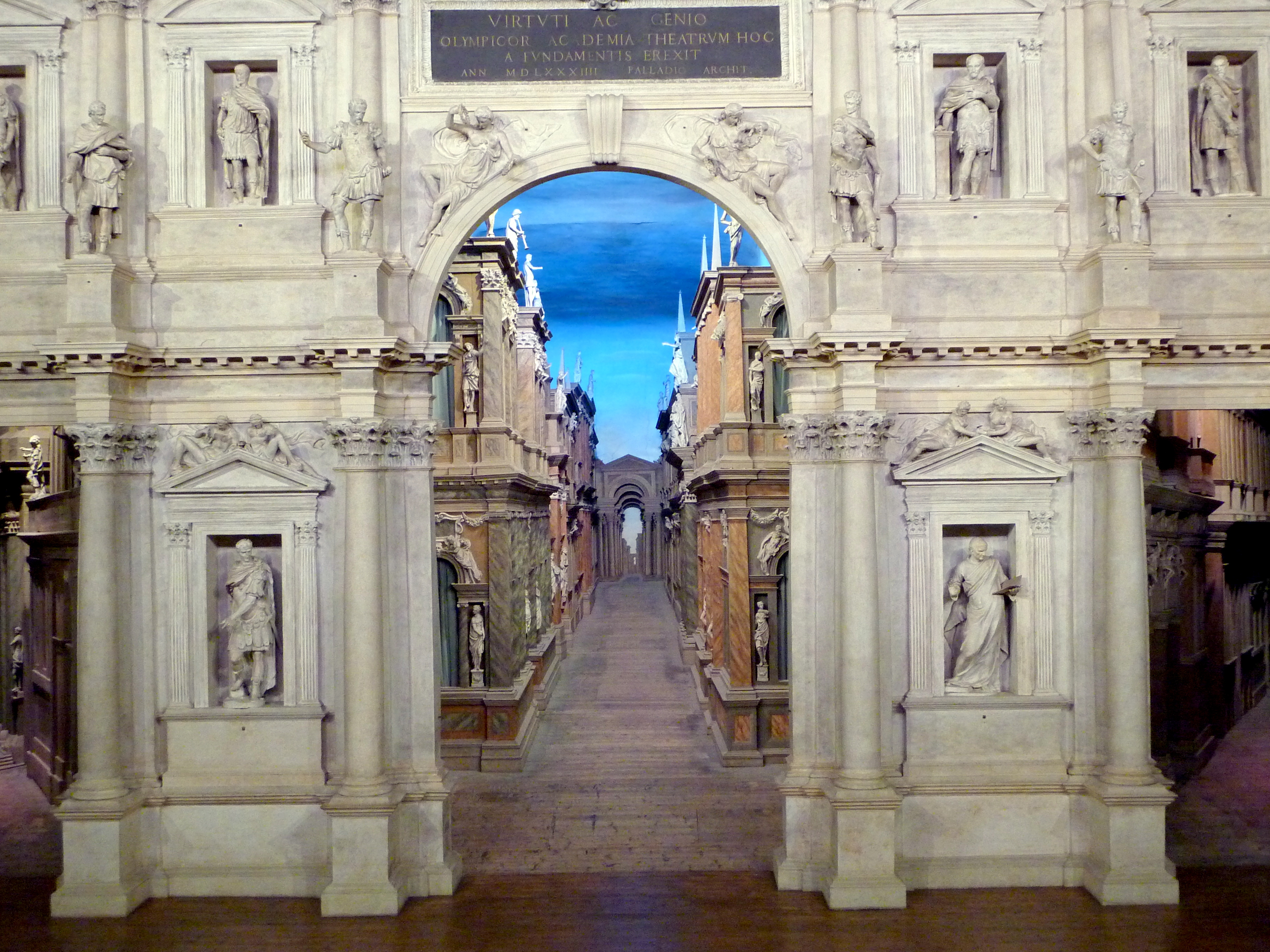
Teatro olimpico ve Vicenze

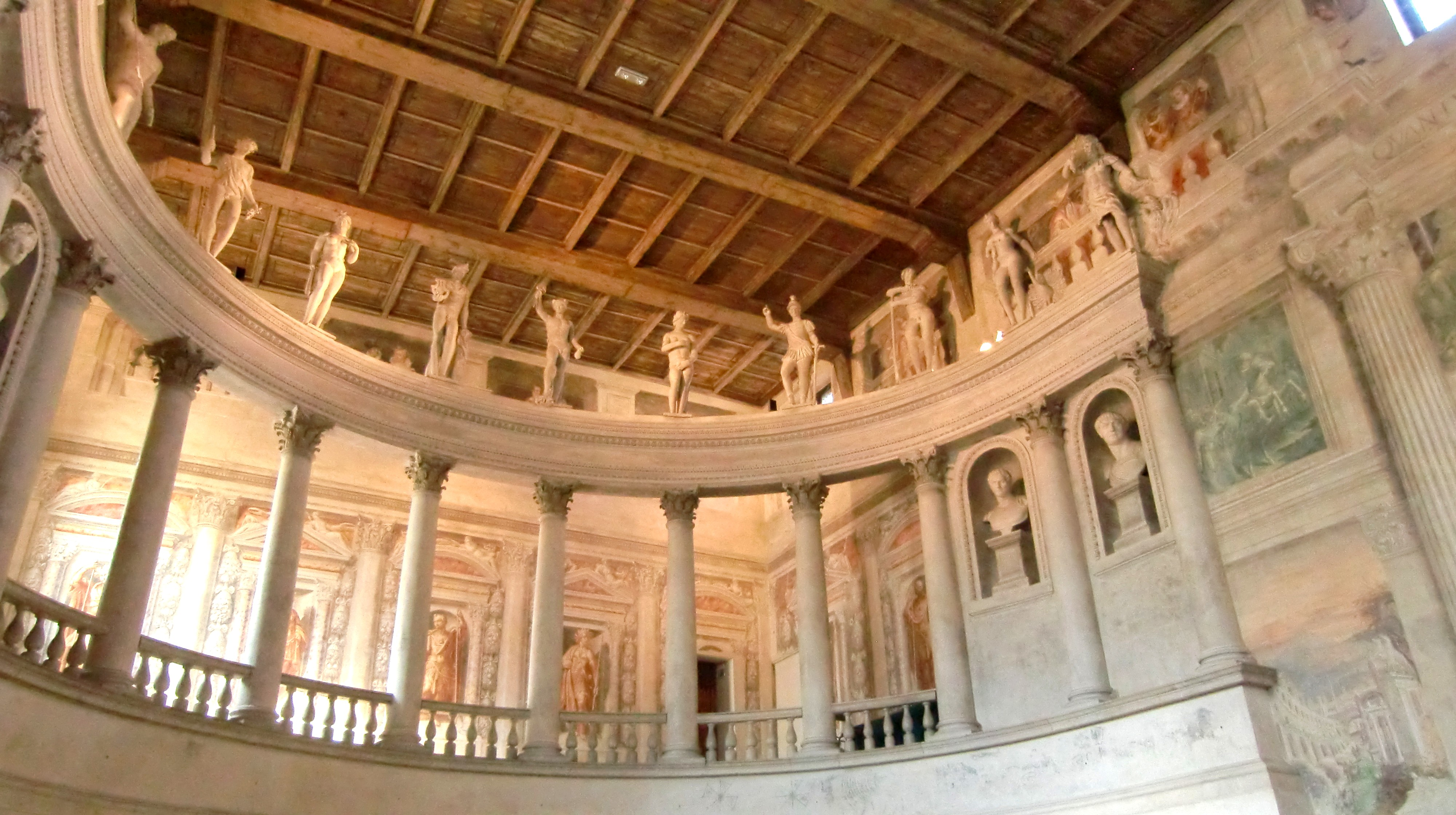
Divadlo v Sabbionetě

Narodil se v rodině zedníka a stavitele Giandomenica Scamozziho, který ho vyučoval podle zásad architekta Sebastiana Serlia. Jako učedník s otcem objížděl stavby ve Vicenze a okolí. Roku 1572 byl poslán do Benátek ke studiu teorie architektury, hlavně děl Vitruvia, již tehdy byl označován za zázračné dítě. Dále v letech 1578 až 1580 cestoval do Neapole a Říma, kde vytvořil množství architektonických kreseb a rysů antických staveb, které vydal v knize o antické architektuře roku 1583. Nastoupil do učení k architektu Andreovi Palladiovi v době, kdy ten pracoval ve Vicenze na divadelní budově a nedaleko Vicenzy na Vile rotonda. Brzy se osamostatnil. Roku 1581 přesídlil do Benátek, kde navrhl urbanistický projekt náměstí sv. Marka, několik paláců, kostel a mnohé interiéry

## Architektura
Dokončil několik projektů Andrey Palladia – rekonstrukci Dóžecího paláce v Benátkách, monumentální vilu La Rotonda u Vicenzy., a vytvořil urbanistickou koncepci centra města . Jako architekt i scénograf se věnoval divadlům: vytvořil manýristickou architekturu divadla Teatro Olimpico ve Vicenze, jejíž hlavní efekt je v patrovém sloupovém řešení architektury jeviště s hlavním a postranními portály, kukátkovým průhledem, do něhož navrhl různé kulisy. Podobně velkolepé řešení má jeho interiér divadla Teatro dell'Antico v Sabbionetě. Dále projektoval navrhoval předměstské vily: vila Godi v Lugo di Vicenza, vila Mollin v Padově nebo Villa Cornaro v Piombino Dese nedaleko Padovy. Méně výrazné jsou projekty na dva kostely: San Nicolao Tollentino v Benátkách a San Gaetano v Padově.
K nejvýznamnějším realizacím patří divadlo národní knihovna Biblioteca Marciana v Benátkách, projektovaná společně s Jacopem Sansovinou. Z jeho vlastní dílny pochází projekt i realizace tří spojených paláců na náměstí sv. Marka (tzv. Procuratie).
Nikdy se neoženil, své jmění odkázal na studijná fond pro mladé architekty. Jeho žákem byl Baldassare Longhena. Je pohřben v kostele San Lorenzo v rodné Vicenze.

## Zahraničí

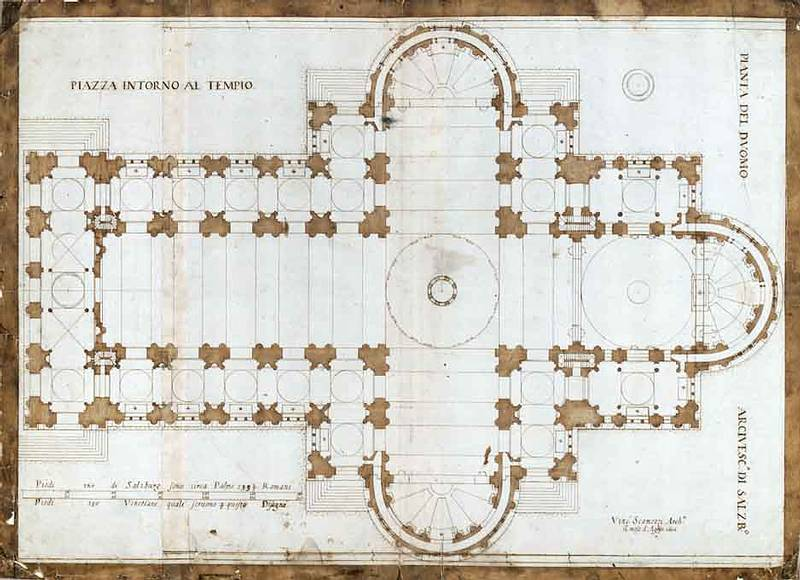
Půdorys dómu v Salcburku

Mimo Itálii pracoval zřídka, ale významně:
- v Salcburku projektoval Dóm svatého Ruperta a Virgila, patří k jeho posledním stavbám (1614-1618); jeho návrhy podstatně upravil architekt Santino Solari a průčelím dovršil Bernard Fischer z Erlachu.
- Roku 1599 cestoval před Německo do Prahy. Mezi dvorními umělci na Pražském hradě mohl navrhnout stavbu Matematické věže pro císaře Rudolfa II. nebo celkovou přestavbou hradu pro císaře Matyáše. Není jasné, zda přímo jeho projekt nebo předlohu z jeho knihy využil Giovanni Maria Filippi při realizaci Matyášovy brány.[2]
- Roku 1600 byl Francii, ale jeho realizace nejsou doloženy.

## Teoretik
Svými poznatky z teorie architektury následoval Vitruviovy a Palladiovy principy. Shrnul je v knihách o antické architektuře města Říma Discorsi sopra l'antichita di Roma a zejména v knize o obecných principech tvorby L’Idea dell’Architettura Universale (1615).